# Hatonuevo
Hato Nuevo est une municipalité située dans le département de La Guajira, en Colombie.